# Styracosceles oregonensis
Styracosceles oregonensis är en insektsart som först beskrevs av Andrew Nelson Caudell 1916.  Styracosceles oregonensis ingår i släktet Styracosceles och familjen grottvårtbitare. Inga underarter finns listade i Catalogue of Life.